# Camilla Patriarca
Camilla Patriarca (Sondrio, 4 novembre 1994) è un'ex ginnasta italiana.

## Carriera sportiva
Cresciuta ad Ardenno, comincia a fare ginnastica ritmica nella società Akros di Sondrio; nel 2007 si trasferisce a Desio.
Nel 2009 e nel 2010 arriva terza ai campionati nazionali di categoria.
Partecipa dal 2008 al 2011 al campionato di serie A1 con la società San Giorgio '79 di Desio.

### 2012
A partire da Settembre 2012 entra a far parte della squadra nazionale titolare insieme a Marta Pagnini, Andreea Stefanescu, Chiara Ianni, Camilla Bini e Valeria Schiavi, allenata da Emanuela Maccarani, partecipando a varie tappe di World Cup, conquistando 7 medaglie d'oro, 3 d'argento e 4 di bronzo.

### 2013
Vincitrice di due medaglie di argento ai XXXII Campionati mondiali di ginnastica ritmica 2013 a Kiev. Nello stesso anno viene premiata agli Oscar della ginnastica.

### 2014
Nel 2014 vince la medaglia d'argento ai Campionati europei di ginnastica ritmica 2014 a Baku. Stesso risultato ottenuto anche ai Campionati Mondiali di ginnastica ritmica 2014 di Smirne. Con la nazionale vince la medaglia d'oro nella gara di Pesaro di Coppa del Mondo.
Sempre nel 2014 entra ufficialmente a far parte del Centro Sportivo dell'Aeronautica Militare con sede a Vigna di Valle.

### 2015
Nel 2015 partecipa alla prima tappa di World Cup a Lisbona, vincendo un oro nel concorso generale e uno alla finale cerchi e clavette. Alla World Cup di Pesaro invece, vince una la medaglia d'argento nel concorso generale e una d'oro nella finale cerchi e clavette. Partecipa anche alla World Cup di Tashkent collezionando una medaglia di bronzo nella finale di specialità cerchi-clavette. Alla World Cup di Budapest conquista altre due medaglie: bronzo nel concorso generale a squadre e oro alla finale di specialità cerchi e clavette. Durante tutte le tappe del circuito di Coppa del mondo di ginnastica ritmica 2015, vince l'iridata classifica generale di questa specialità. Viene quindi premiata con la squadra in occasione dell'ultima tappa, a Kazan', quella precedente ai campionati del mondo in programma a Stoccarda.
In occasione dei XXIV Campionati mondiali di ginnastica ritmica 2015 a Stoccarda conquista l'oro (e il rispettivo titolo di Campionessa del Mondo) nella finale di specialità ai nastri e l'argento (con il rispettivo titolo di Vicecampionessa del Mondo) nella finale di specialità ai cerchi-clavette.
Grazie, invece, al 4º posto nel concorso generale a squadre ottiene la qualificazione diretta per i giochi olimpici di Rio 2016.

### 2016
I primi risultati della stagione 2016 arrivano durante la Coppa del Mondo di Pesaro. In tale sede vince la medaglia d'oro in tutte e tre le competizioni dedicate alla squadra: concorso generale; finale di specialità ai nastri; finale di specialità ai cerchi e clavette.
Prende parte ai Giochi olimpici di Rio de Janeiro con le compagne Alessia Maurelli, Marta Pagnini, Sofia Lodi e Martina Centofanti. Qualificate in finale con il quarto punteggio generale, confermano la stessa posizione anche nella finale, con un punteggio complessivo di 35.549 (ottenuto dalla somma dei parziali di 17.516 nell'esercizio ai 5 nastri e di 18.033 in quello misto a cerchi e clavette) sfiorando, così, il podio (e il secondo piazzamento) per appena 2 decimi di punto.
Con le compagne, è stata l'unica squadra nazionale ad essere stata invitata a partecipare al Rhythmic Ginnastic All-Star Gala, il più importante evento asiatico di ginnastica ritmica che riunisce le migliori ginnaste del pianeta, a Seul, in Corea del Sud.
A settembre 2016 annuncia il suo ritiro dalla pedana.

## Palmarès

### Mondiali
- 4 medaglie:
  - 1 medaglia d'oro  (finale nastri a Stoccarda 2015)
  - 4 medaglie d'argento  (concorso generale a squadre e finale di specialità a Kiev 2013; concorso generale a squadre Smirne 2014; finale Cerchi/Clavette a Stoccarda 2015 ).

### Europei
- 1 medaglie:
  - 1 medaglia d'argento  (concorso generale a squadre a Baku 2014);